# Genaro Palacios Clemow
Genaro Alejandro Palacios Clemow (Colonia Del Valle, 26 de febrero de 1949-Guadalajara, 25 de julio de 2024) fue un cantante, compositor, guitarrista y armonicista mexicano de blues, pionero del género en Jalisco y líder de las bandas Gato Gordo y Bad Boy Blues.

## Biografía
Genaro Palacios Clemow nació el 26 de febrero de 1949 en Colonia del Valle, Ciudad de México, hijo de padre español y de madre inglesa. Más tarde se mudó con su familia a Guadalajara y después a Mazatlán, para regresar luego a Guadalajara a los fines de cursar su educación media.
A los 11 años despertó su interés por la música, influenciado por Johnny Winter y Clarence Brown. Creó su primera banda llamada King Blue y más tarde se integró a los grupos The Truth y Hangar Ambulante. En 1985 fundó La Banda de Blues para luego trasladarse a San Diego y formar parte del grupo Mr. Fro Brigham and His Preservation Band, participando junto a ella de la campaña presidencial de Jesse Jackson. Allí también sería integrante de la banda Shades of Blues. En 1993 regresó a Guadalajara y creó la agrupación Gato Gordo, junto a Javier Soto en batería y Germán Quintana en bajo. En 1994, el grupo grabó su primera producción Gato Gordo Vol. 1, esta vez con Roy Rubio en bajo y Víctor Hugo Orozco en batería, trabajo que sería premiado como mejor debut discográfico de 1994 dentro de la categoría de Blues Rock. Participó además de encuentros en Bourbon Street, en Nueva Orleans, en el Club 45 Rhythm & Blues, además de Denver y un Festival de Blues en Santa Cruz, California. En 2001 grabó Gato Gordo Blues Band, su segundo trabajo discográfico, con Eduardo Melgar en guitarra, Gustavo Cañedo en bajo y Fernando Figueroa en batería.
En 2019 se presentó como concursante en el programa mexicano de talentos La Voz senior México, siendo destacadas sus cualidades artísticas por parte del jurado. Además, en dicho evento, dio a conocer públicamente sus problemas de salud.
A causa del enfisema que lo aquejaba, falleció en Guadalajara el 25 de julio de 2024, a los 75 años.

## Discografía
- Gato Gordo Vol. 1 (1994)
- Gato Gordo Blues Band Vol. 2 (2001)
- Fuego (2004)
- Sobreviviente (2011)